# استوارت گری (بازیکن فوتبال، زاده ۱۹۷۳)
استوارت گری (انگلیسی: Stuart Gray; ۱۸ دسامبر ۱۹۷۳ – ۲۷ ژانویهٔ ۲۰۲۴) بازیکن فوتبال اهل بریتانیا بود که در حال حاضر برای فلیتوود تاون در پست مدافع بازی می‌کرد.
از باشگاه‌هایی که در آن بازی کرده است می‌توان به سلتیک، ای‌اف‌سی بورنموث، فلیتوود تاون، گایزلی، گرینوک مورتون، آکسفورد یونایتد و ردینگ اشاره کرد.
وی همچنین در تیم‌های ملی فوتبال زیر ۲۱ سال اسکاتلند بازی کرده است.

## دوران باشگاهی
گری در سال ۱۹۸۹ به عنوان بازیکن نوجوان با قرارداد S-form به سلتیک پیوست و مانند بسیاری دیگر، در سن ۱۶سالگی در سال ۱۹۹۰ وارد کادر خدمات زمینی باشگاه شد. او در رده‌های جوانان و تیم ذخیره بازی کرد و سپس برای بازی در تیم Giffnock Park North AFC آزاد شد. او فصل ۱۹۹۱–۹۲ را نزدیک به دعوت به تیم اصلی به پایان رساند و قرارداد جدیدی به مدت دو سال به دست آورد. فصل بعدی با اولین حضورش در برابر آبردین در فصل ۹۳–۱۹۹۲ همراه بود، اما مصدومیت کشاله ران در اکتبر باعث شد فصل ۹۳–۱۹۹۲ او به‌طور زودهنگام به پایان برسد.
در فصل ۹۴–۱۹۹۳ او درخواست انتقال به صورت قرضی به جنوب مرز داد. او مدتی را به صورت قرضی در ای‌اف‌سی بورنموث در فوریه گذراند و سپس به تیم ذخیره بازگشت. در پایان فصل، با تیم بزرگسالان به تورنمنت پایان فصل در کانادا رفت. با آغاز فصل ۹۵–۱۹۹۴، قراردادش به پایان رسید و مورد توجه ساندرلند و بلکبرن روورز قرار گرفت و قراردادهایی ماهانه امضا می‌کرد. در نهایت در ۲۷ ژانویه ۱۹۹۵ قرارداد جدیدی امضا کرد با این نیت که اگر بازی بیشتری در تیم اصلی به او نرسد، باشگاه را ترک خواهد کرد. او دوره نسبتاً موفقی در بازی داشت و در آستانه‌ی ورود کامل به تیم اصلی بود.
در فصل ۹۶–۱۹۹۵، در بخش پایانی فصل چند بازی را به‌صورت بازیکن اصلی آغاز کرد، اما آسیب‌دیدگی رباط مچ پا باعث ایجاد مشکل شد و مشارکت کامل او را کاهش داد. فصل ۹۷–۱۹۹۶ نیز با مصدومیت زانو همراه بود و باعث شد بیشتر فصل را با تیم ذخیره بازی کند. قراردادش دوباره به پایان رسید و آینده‌اش نامشخص بود. توافقی برای انتقال به لیل در دوران پیش‌فصل به نتیجه نرسید و او فصل ۹۸–۱۹۹۷ را با قراردادهای ماهانه آغاز کرد. در اکتبر به صورت قرضی به گرینوک مورتون تا ژانویه ۱۹۹۸ منتقل شد و سپس برای بازی در برابر همان تیم در دیدار جام حذفی اسکاتلند در ۲۴ ژانویه از قرض فراخوانده شد. او چند بازی دیگر برای تیم ذخیره انجام داد و در نهایت در ۲۶ مارس ۱۹۹۸ به تامی برنز در ریدینگ فروخته شد.
گری به صورت قرضی به راشدن و دیاموندز منتقل شد و در ژانویه ۲۰۰۱ به صورت دائمی به آن‌ها پیوست و در پایان فصل ۰۵–۲۰۰۴ آزاد شد. او به آکسفورد یونایتد پیوست و ۱۰ بازی برای آن‌ها انجام داد. پس از آن با تیمی در لیگ‌های غیرحرفه‌ای به نام گایزلی مرتبط شد و در آنجا تیم ذخیره را همراه با وینس براکی مربی‌گری می‌کرد.

## بازیگری
در فیلم یونایتد لعنتی محصول ۲۰۰۹، گری نقش پدرش ادی را ایفا کرد.

## مرگ
گری در تاریخ ۲۷ ژانویه ۲۰۲۴، در سن ۵۰ سالگی بر اثر کلانژیوکارسینوما، نوعی نادر از سرطان که مجاری صفراوی را تحت تأثیر قرار می‌دهد، درگذشت.